# Olmedo de Camaces
Olmedo de Camaces là một đô thị ở tỉnh Salamanca, phía tây Tây Ban Nha, cộng đồng tự trị Castile-Leon. Đô thị này có cự ly 95 kilômét so với thành phố tỉnh lỵ Salamanca và có dân số 151 người.

## Địa lý
Đô thị này có diện tích 90,54 km².
Đô thị này nằm ở khu vực có độ cao 713 mét trên mực nước biển.
Mã số bưu chính là 37292.